# Basse-Sambre
La Basse-Sambre est un des bassins constitutifs du sillon Sambre-et-Meuse, entre Charleroi et Namur, mais plus proche de cette dernière ville. 

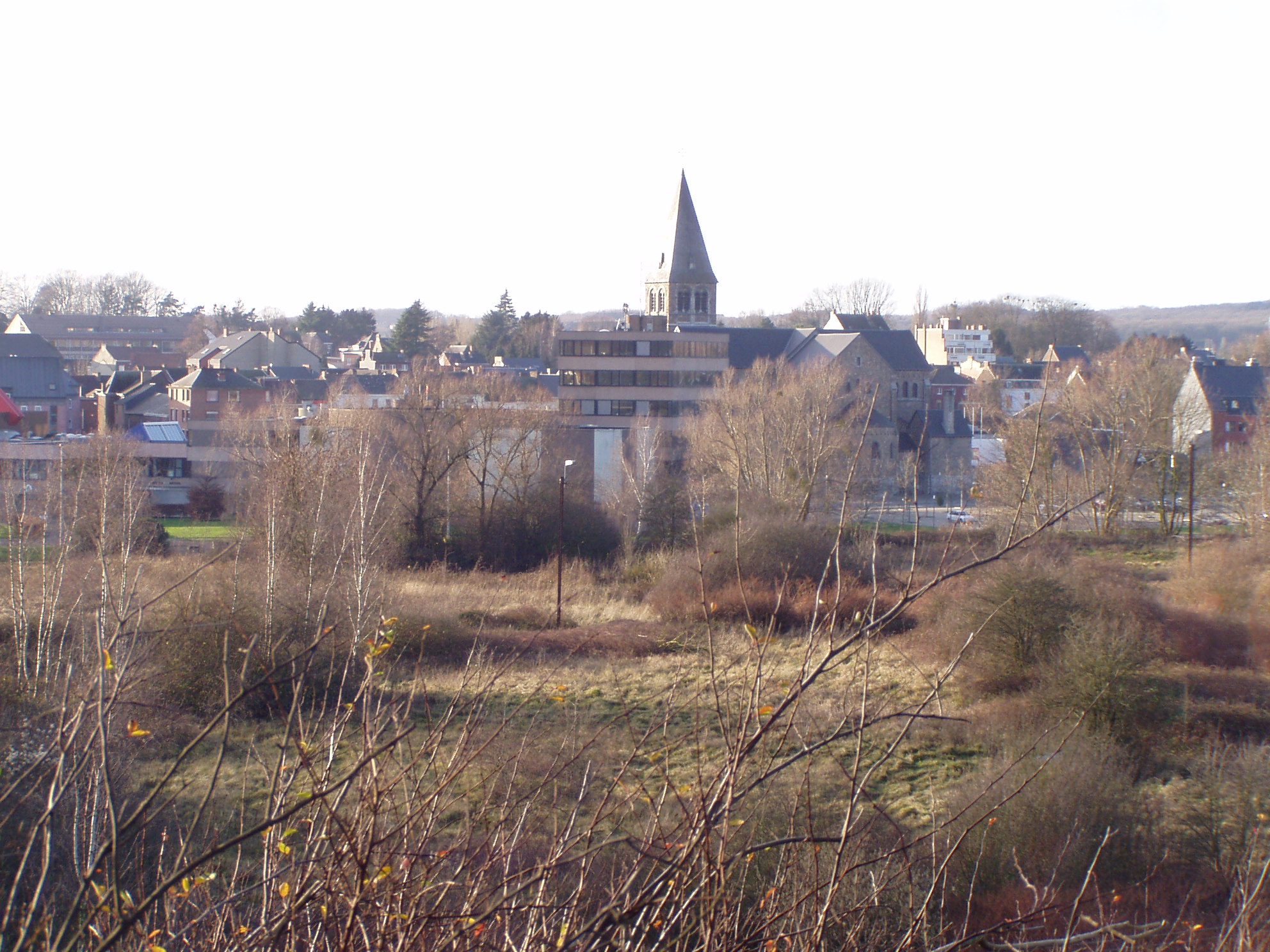
Panorama d'Auvelais, commune de Sambreville dans la région de la Basse-Sambre.

## Géographie
La Basse-Sambre peut être également définie comme une mini-région plus ou moins située sur la Sambre entre le Grand Charleroi et Namur et jouxtant au nord la Ville de Gembloux en suivant plus ou moins l’ancienne frontière séparant le comté de Namur et le Duché de Brabant et au sud la commune de Mettet. 
La Basse-Sambre correspond ainsi plus ou moins au canton de Fosses-la-Ville, plus la commune de Jemeppe-sur-Sambre et le hameau d’Oignies à Aiseau, c’est la raison pour laquelle la corporation des métiers de la comptabilité et de la fiscalité de ce bassin a retenu une circonscription qui aurait pu être la ville de la Basse-Sambre.
Géographiquement, la Basse-Sambre est la région située en aval de la ville de Charleroi et en amont de celle de Namur. La Basse-Sambre est également le sous-ensemble de l’ancien bassin houiller de Charleroi-Basse-Sambre situé à partir de Farciennes vers Namur. Cette région comprenait six anciennes communes de l’arrondissement de Charleroi (Aiseau, Farciennes, Lambusart, Pont-de-Loup, Roselies et Wanfercée-Baulet) et vingt-deux de l’arrondissement de Namur (Aisemont, Arsimont, Auvelais, Falisolle, Flawinne, Floreffe, Floriffoux, Fosses, Franière, Ham-sur-Sambre, Jemeppe-s-Sambre, Keumièe, Malonne, Mazy, Moignelée, Mornimont, Moustier-sur-Sambre, Onoz, Soye, Spy, Tamines et Velaine-sur-Sambre).

## Historique
Si les charbonnages de Velaine, Flawinne, du Bois Planty à Floriffoux son chevalement en béton est toujours debout furent peu rentables, ceux de Petit-Try, Tamines ou Bonne-Espérance - Lambusart atteignirent des rendements comparables à ceux du Borinage ou du bassin de Liège
La Basse-Sambre, qui a failli devenir une vaste ville de plus de cinquante mille habitants, peut être comprise comme la région formée par les communes namuroises de Sambreville, Jemeppe-sur-Sambre, Floreffe, Fosses-la-Ville et une frange indéfinie des anciennes communes hennuyères d’Aiseau, de Roselies et de Pont-de-Loup tandis qu’Oignies (Aiseau) en fait effectivement partie. Oignies a non seulement fait partie du comté de Namur jusqu’à l’occupation française mais possédait un sous-ensemble important de Tamines à cette époque. Cette particularité apporta à la région, par la présence du prieuré Saint Nicolas d'Oignies un culte commun encore vivace, celui de sainte Marie d'Oignies. Sa population partage aujourd’hui les habitudes socio-économiques et culturelles de Tamines, à un point tel que lors des fusions de commune il a été question de rattacher Oignies à la ville de Tamines. Ménonry, autre hameau d’Aiseau, et l’ancienne commune de Roselies faisait également partie du comté de Namur mais la superposition de l’histoire plus récente du Bassin Houiller de Charleroi Basse-Sambre a laissé ainsi une limite très floue et sujette à interprétation. La population de Farciennes, bien qu’à la grande époque de la houille considérée comme Basse-Sambrienne se déclare aujourd’hui comme appartenant au Pays Noir (le grand Charleroi). 
Il faut savoir que tant Charleroi qu’un très grand sous-ensemble de la Basse-Sambre faisaient partie du Comté de Namur jusqu’à l’annexion de la région de Charleroi au département de Jemappes. La commune de Jemeppe s/Sambre faisait également partie du Comté de Namur dont la frontière avec le Duché de Brabant jouxtait Sombreffe, Corroy-le-Château, etc. 
Lors de la conception de ses armoiries, la Corporation des Métiers de la comptabilité et de la fiscalité de la Basse-Sambre et du canton de Fosses-la-Ville, a représenté dans un parti les armoiries de la Basse-Sambre. Celles-ci, conçues suivant la législation et les coutumes héraldiques belges, représentent les armes de Philippe le Noble, ancien comte de Namur, qui est d’or au lion de sable, armé et lampassé de gueules, brisées d’une bande de gueules. La brisure de ces armoiries a été pourvue d’un semé de larmes d’argent et chargée, en cœur, d’un écu de gueules à une lampe de mineur (houilleur) de sable brochant sur deux pics d’argent.
Armoiries de la Basse-Sambre : Un écu d’or au lion de sable, armé et lampassé de gueules, brisé d’une bande de gueules, semée de larmes d’argent et chargée, en cœur, d’un écu de gueules à une lampe de mineur de sable brochant sur deux pic d’argent passés en sautoir. L’écu sommé d'un cercle d'or est supporté par un coq hardi de gueules (coq wallon).
La présence des armes de Philippe le noble soulignent que la Basse-Sambre formait une partie importante de l’ancien comté de Namur tandis que, d’une part, le semé de larmes invite au devoir de mémoire du martyre de l’ancienne ville de Tamines et de la bataille de la Basse-Sambre et, d’autre part, l’écu de gueules rappelle les métiers de la houille et le bassin houiller de Charleroi Basse-Sambre. La présence du coq wallon souligne que si la Basse-Sambre est une terre d’histoire et de souvenirs, elle est avant tout une région de devenir au sein de la Wallonie.

## Galerie

Vues de la Basse-Sambre.
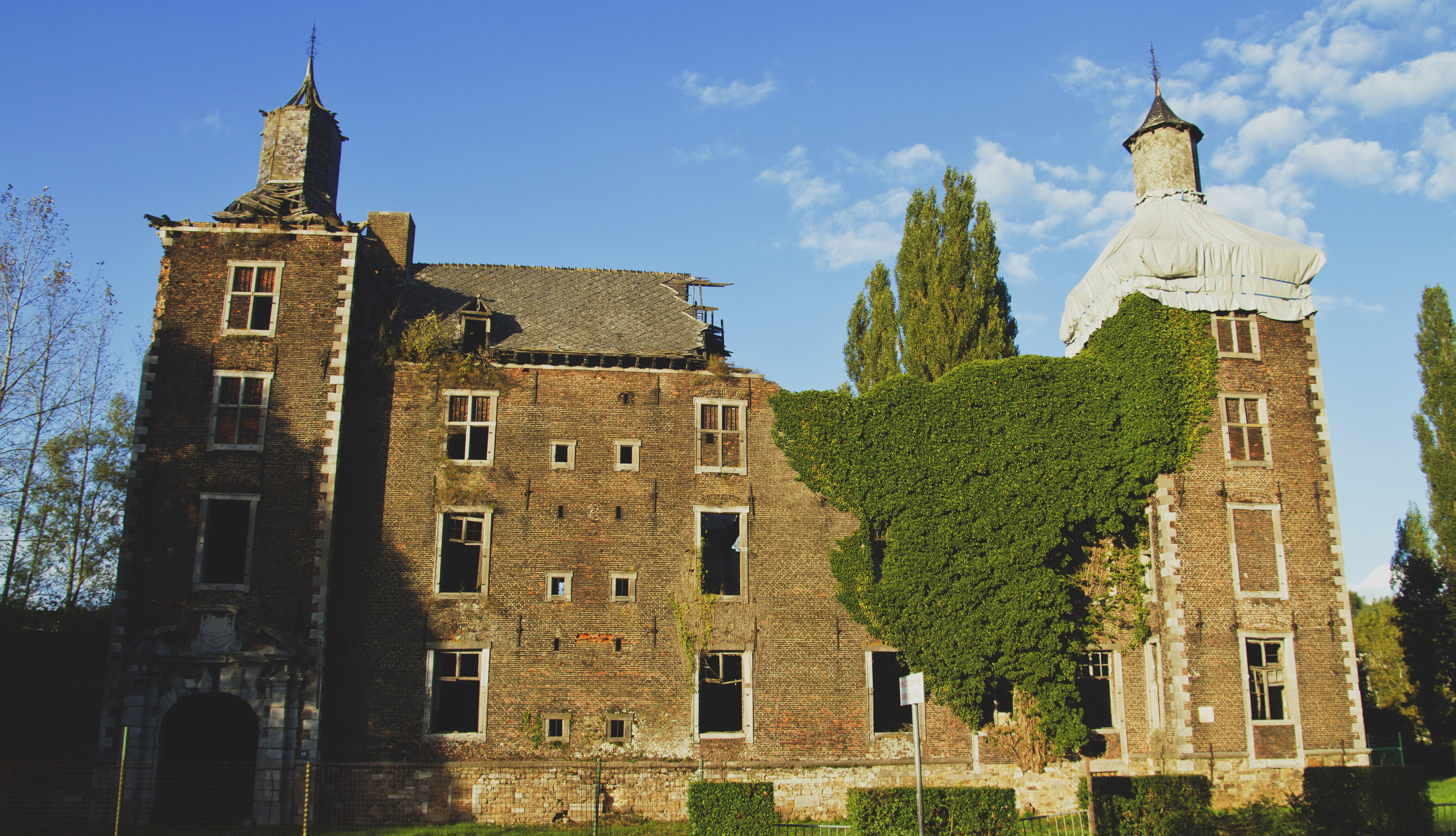
Le château de Farciennes.
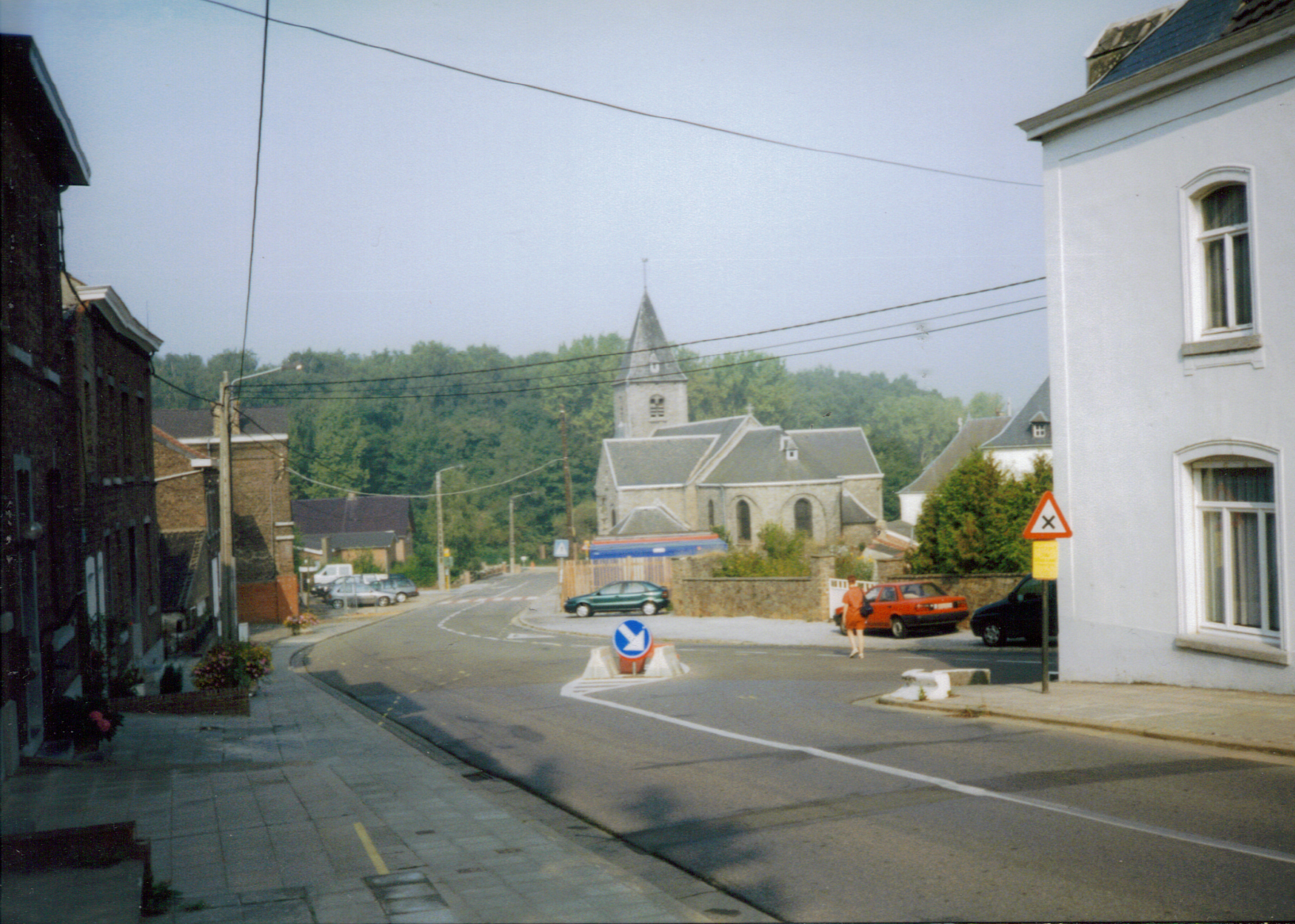
Hameau de Oignies à Aiseau.
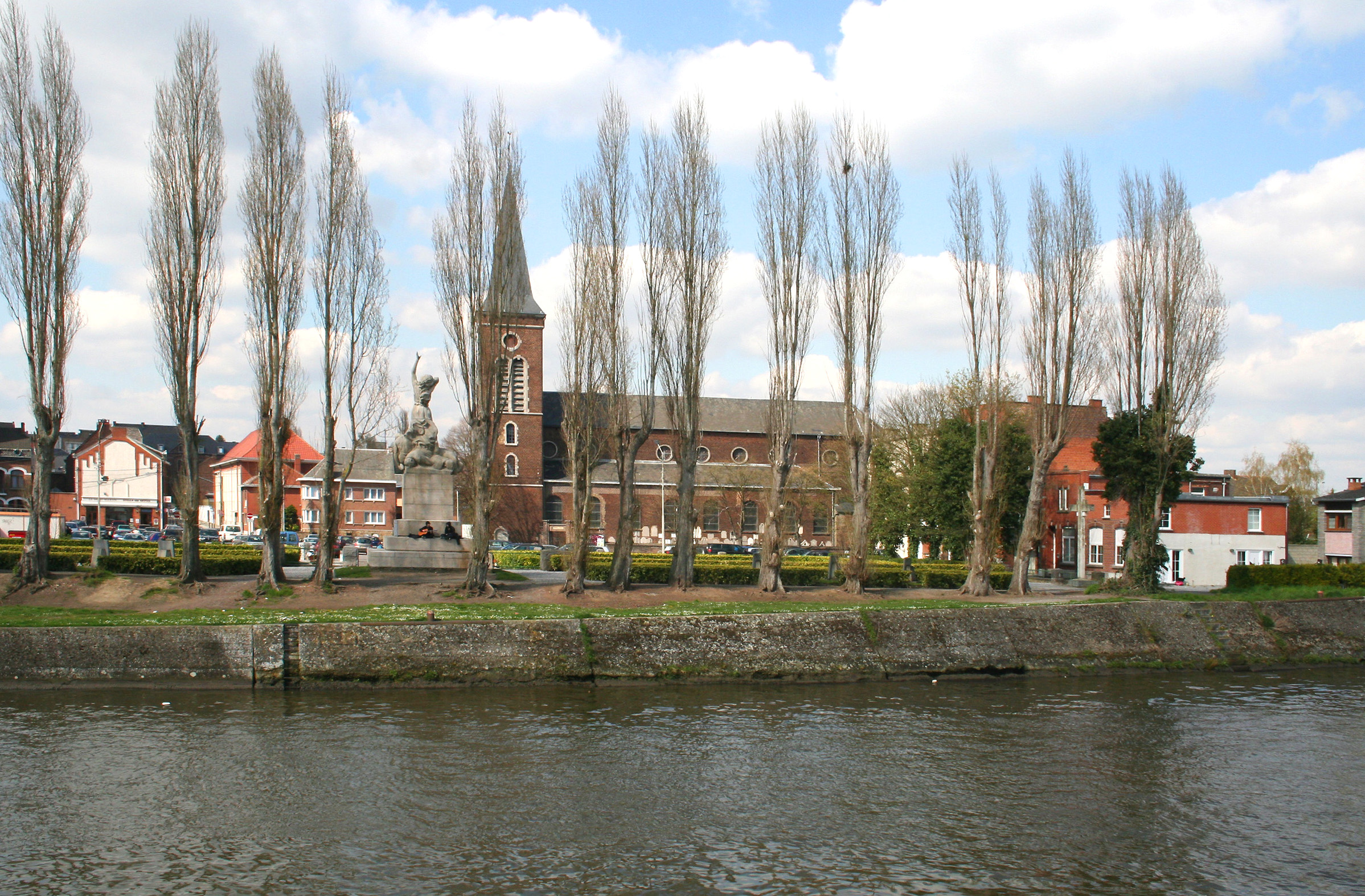
Tamines.
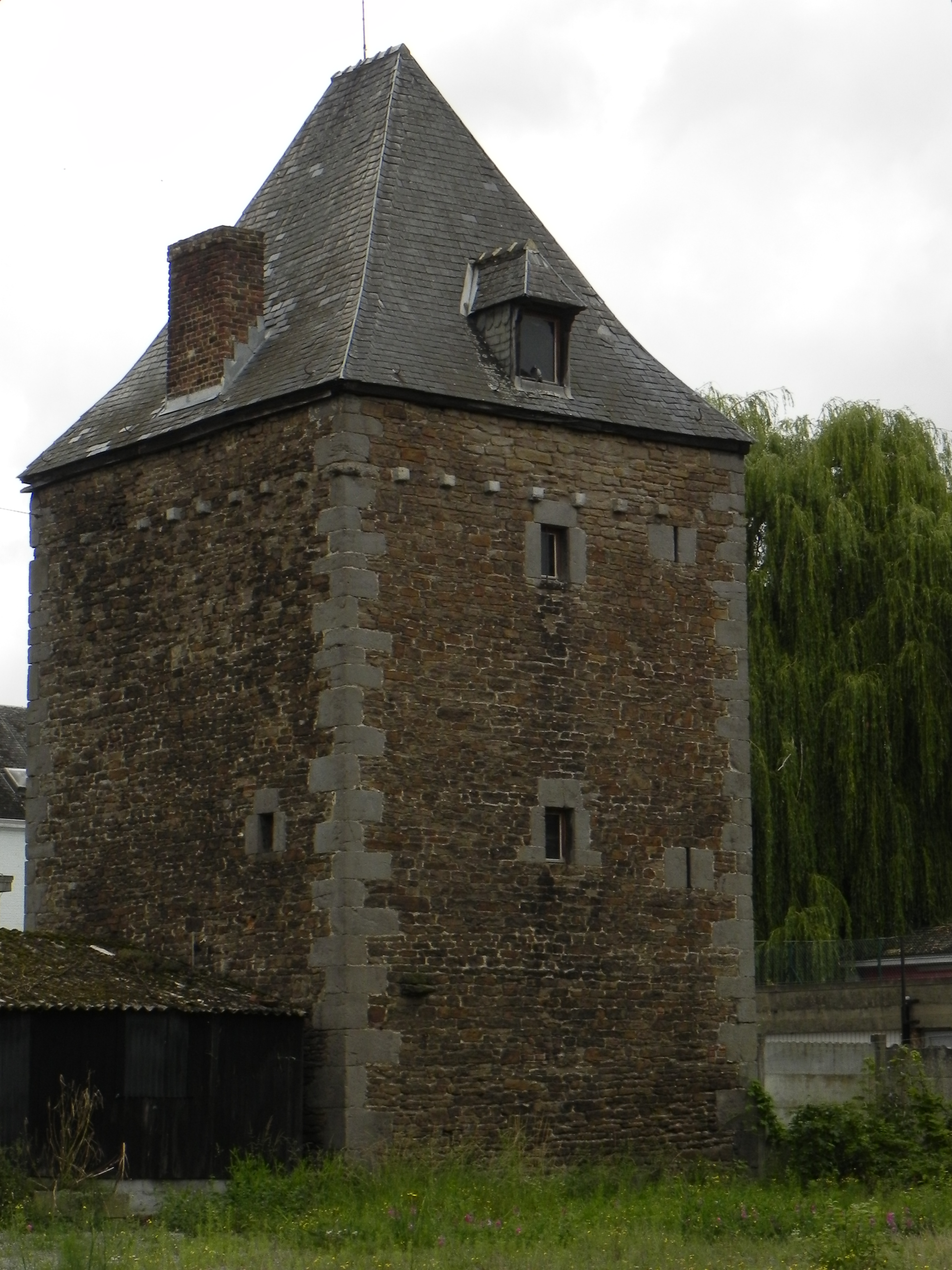
Tour médiévale de Tamines.
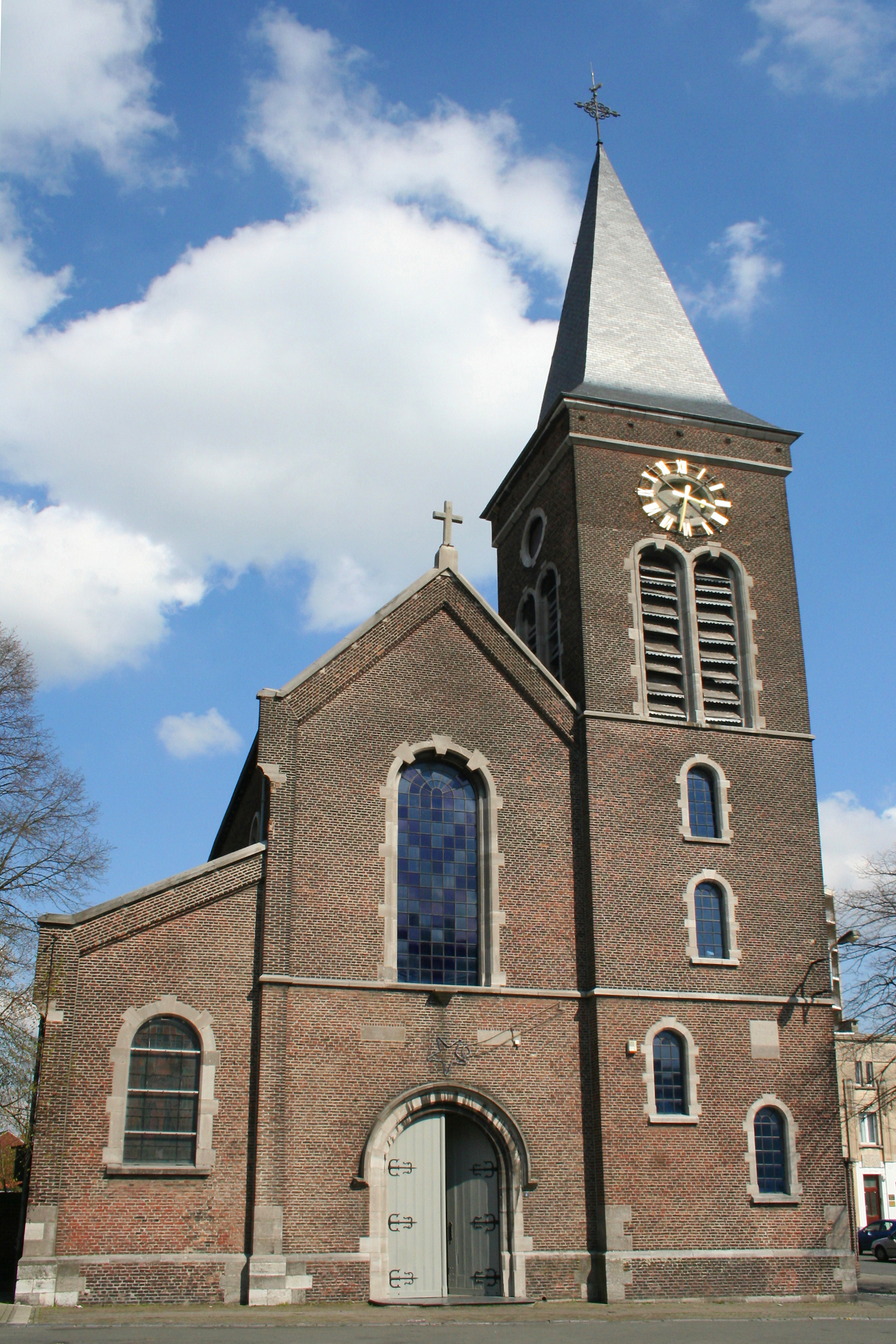
L'église de Tamines.
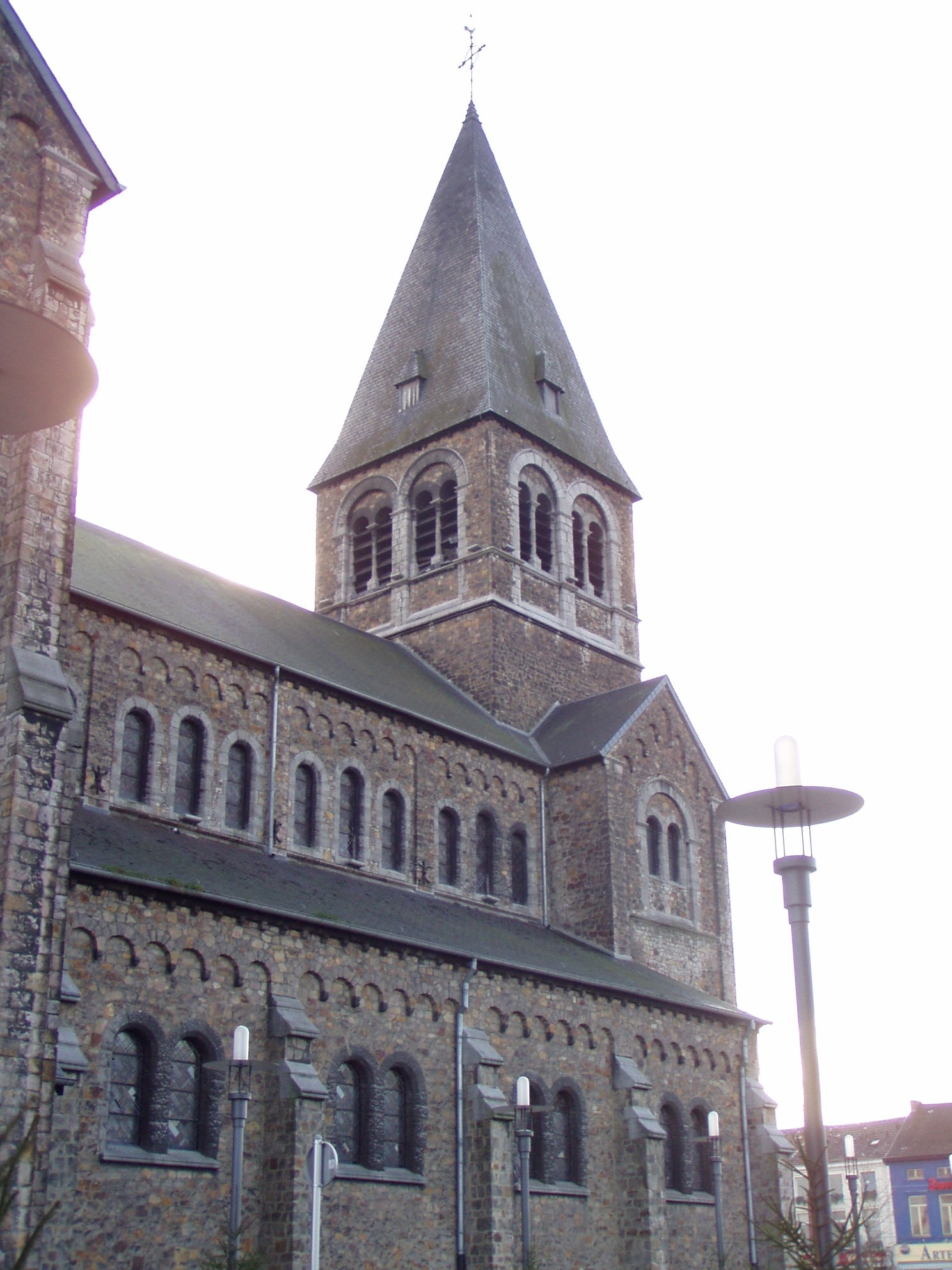
Eglise Saint-Victor de Auvelais.
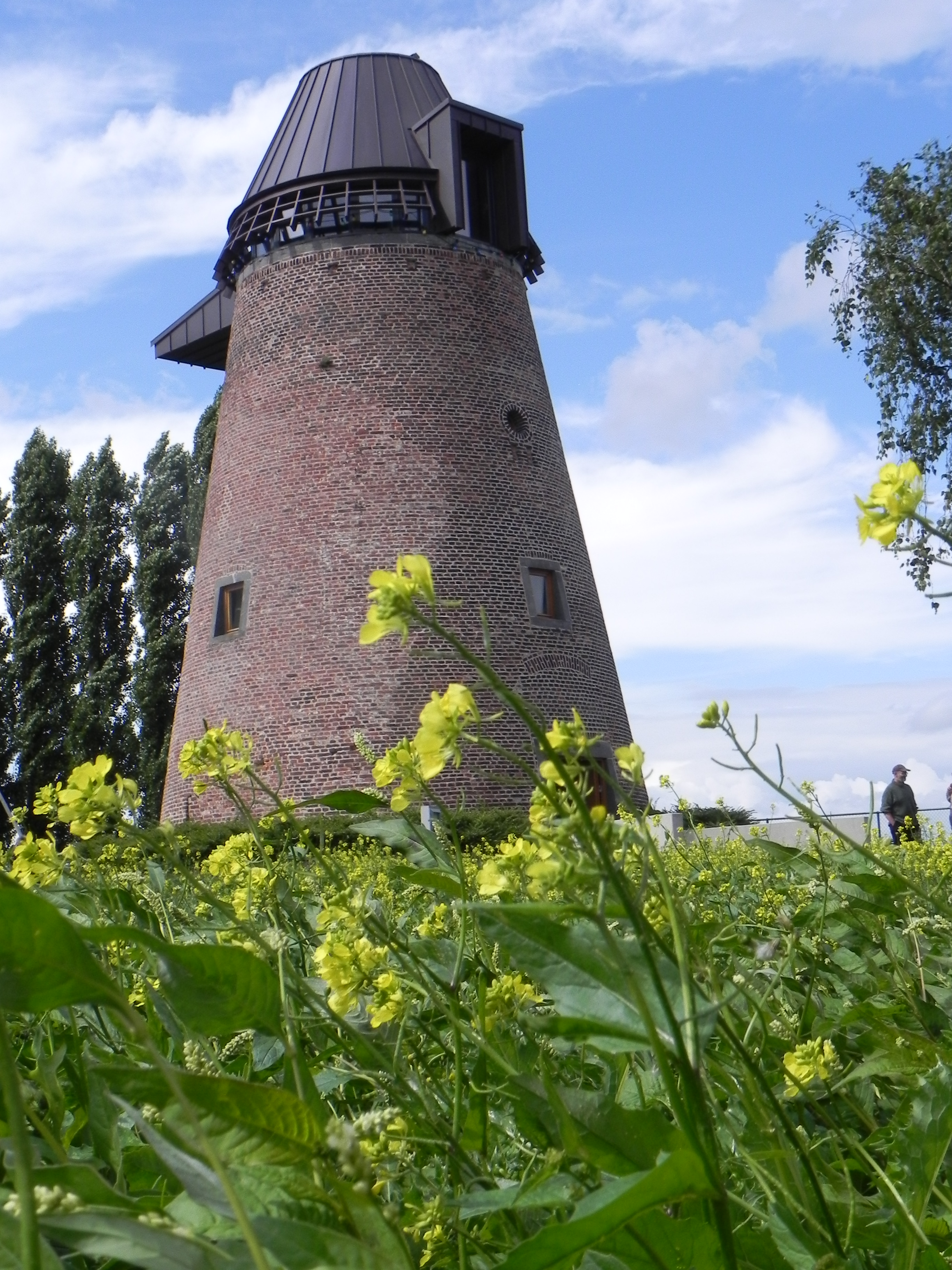
Moulin des Golettes de Velaine-sur-Sambre.
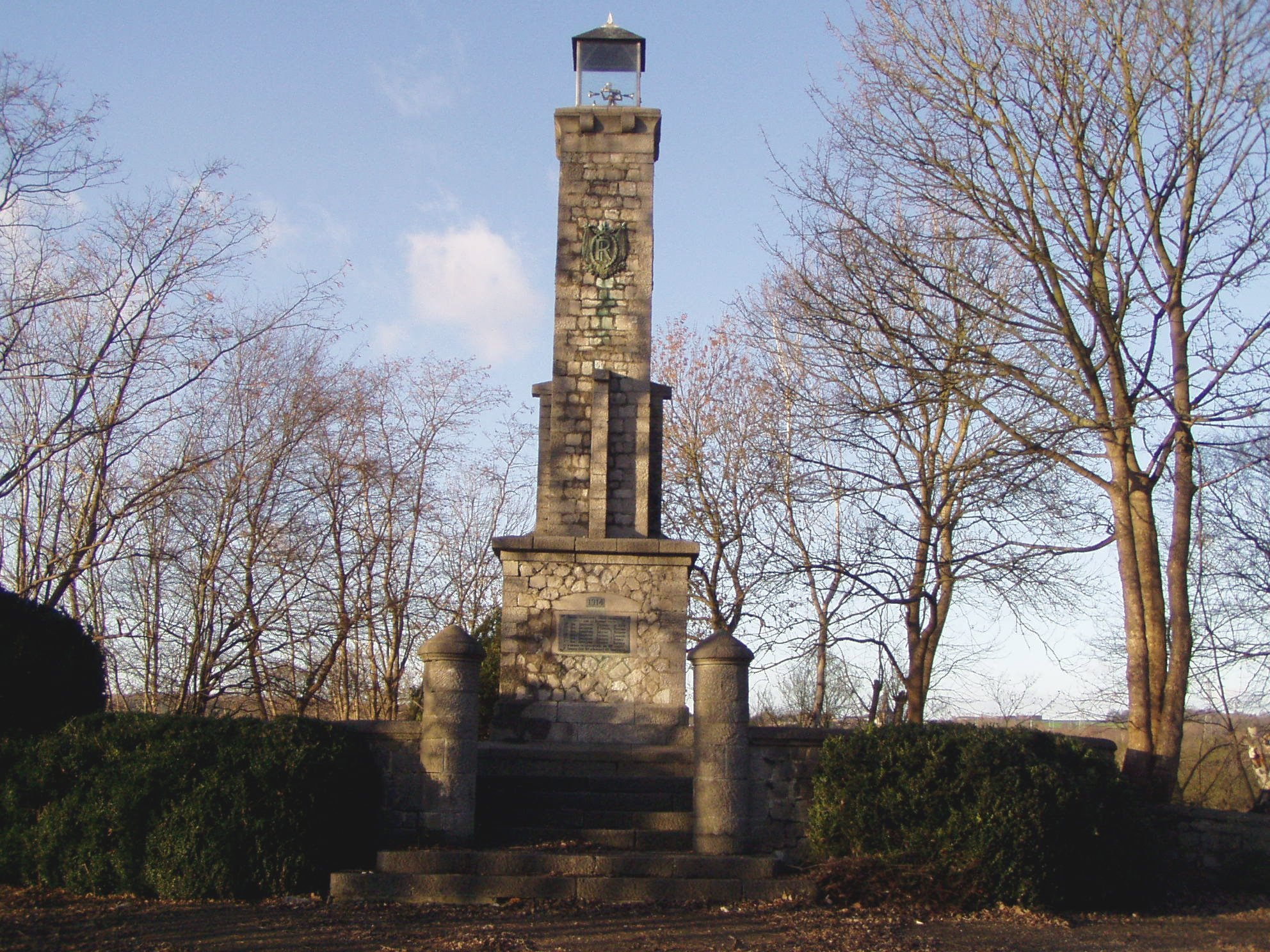
Cimetière militaire Français d'Auvelais.
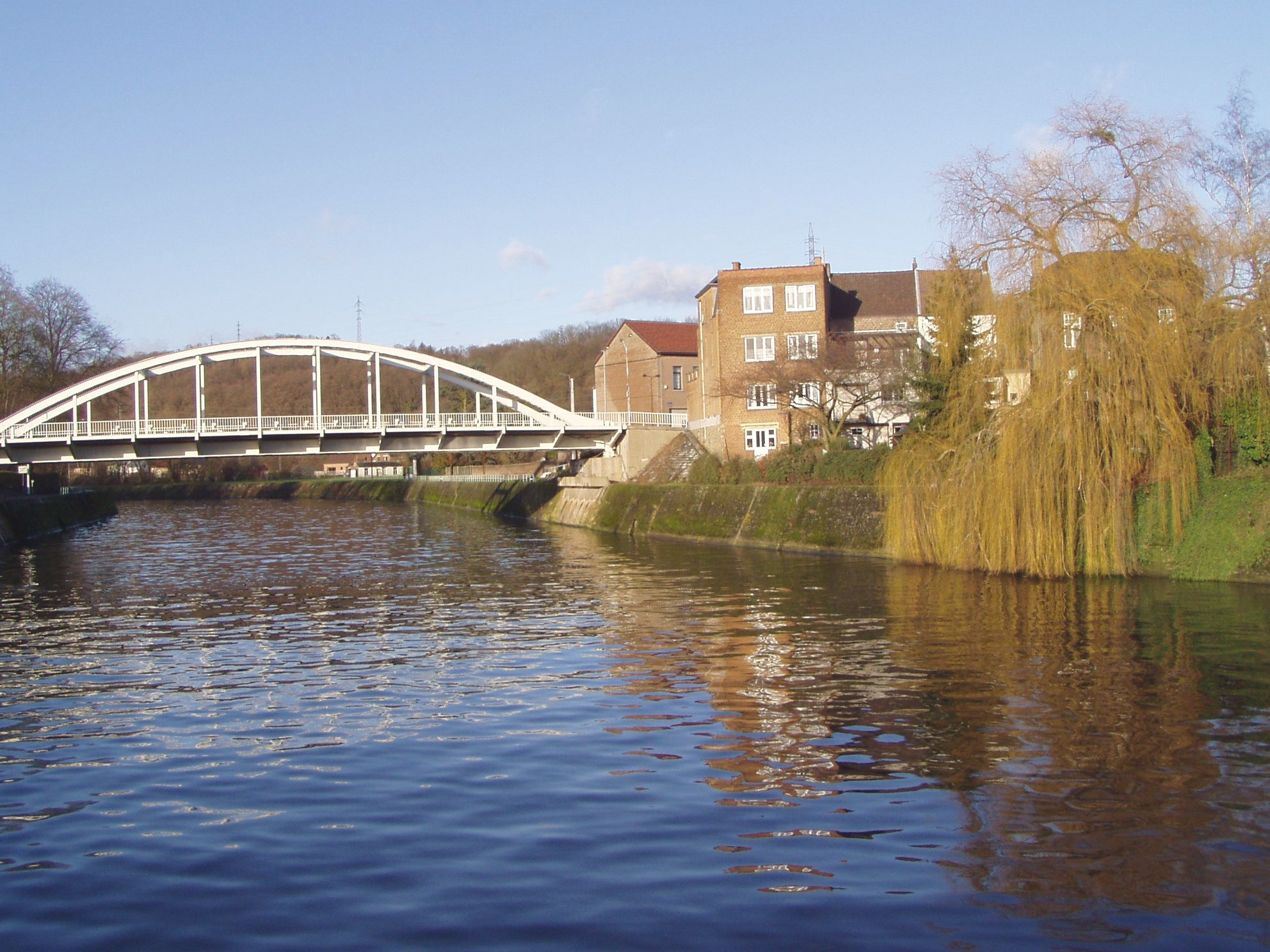
Auvelais, la Sambre.
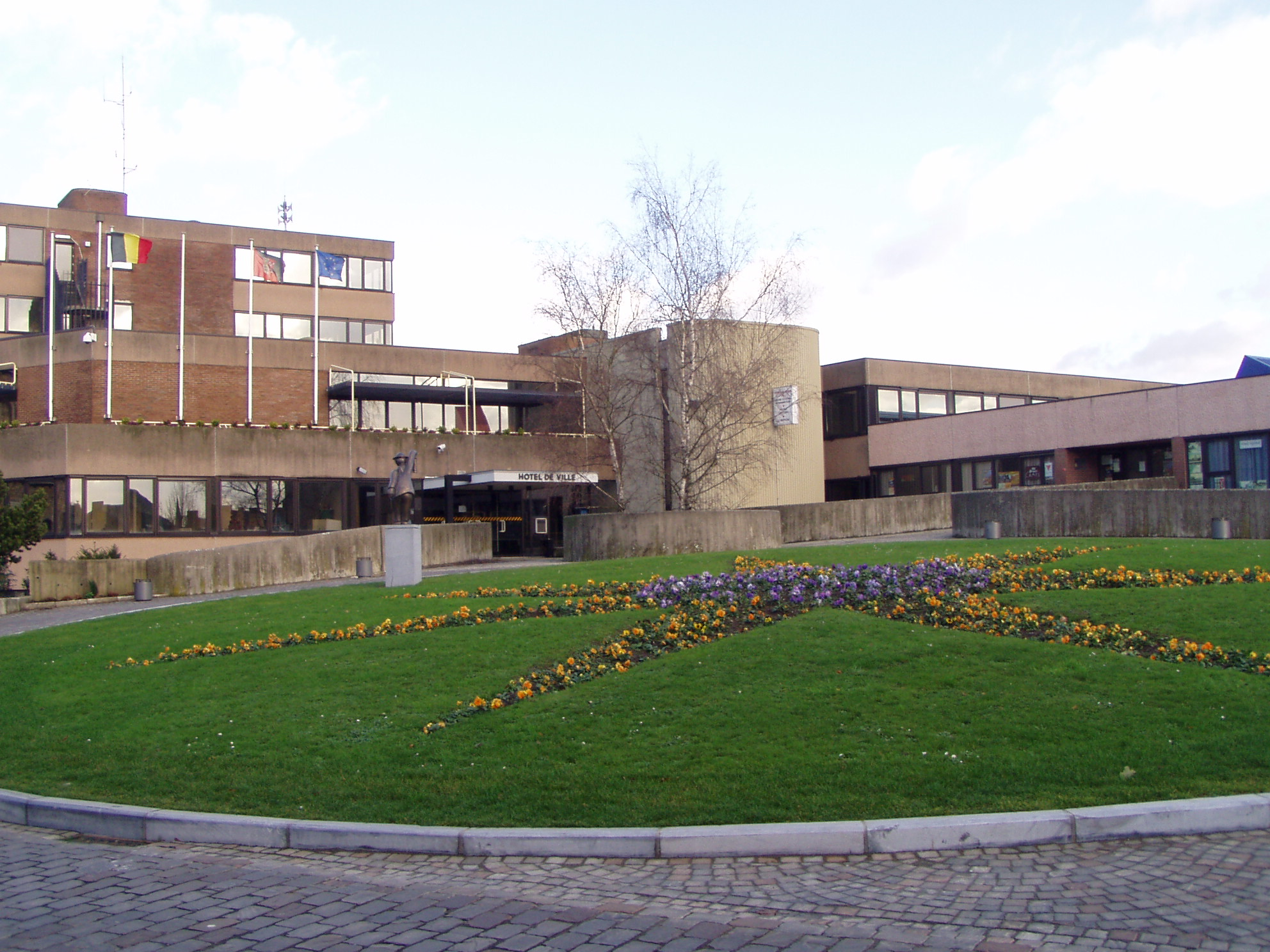
Administration communale de Sambreville.
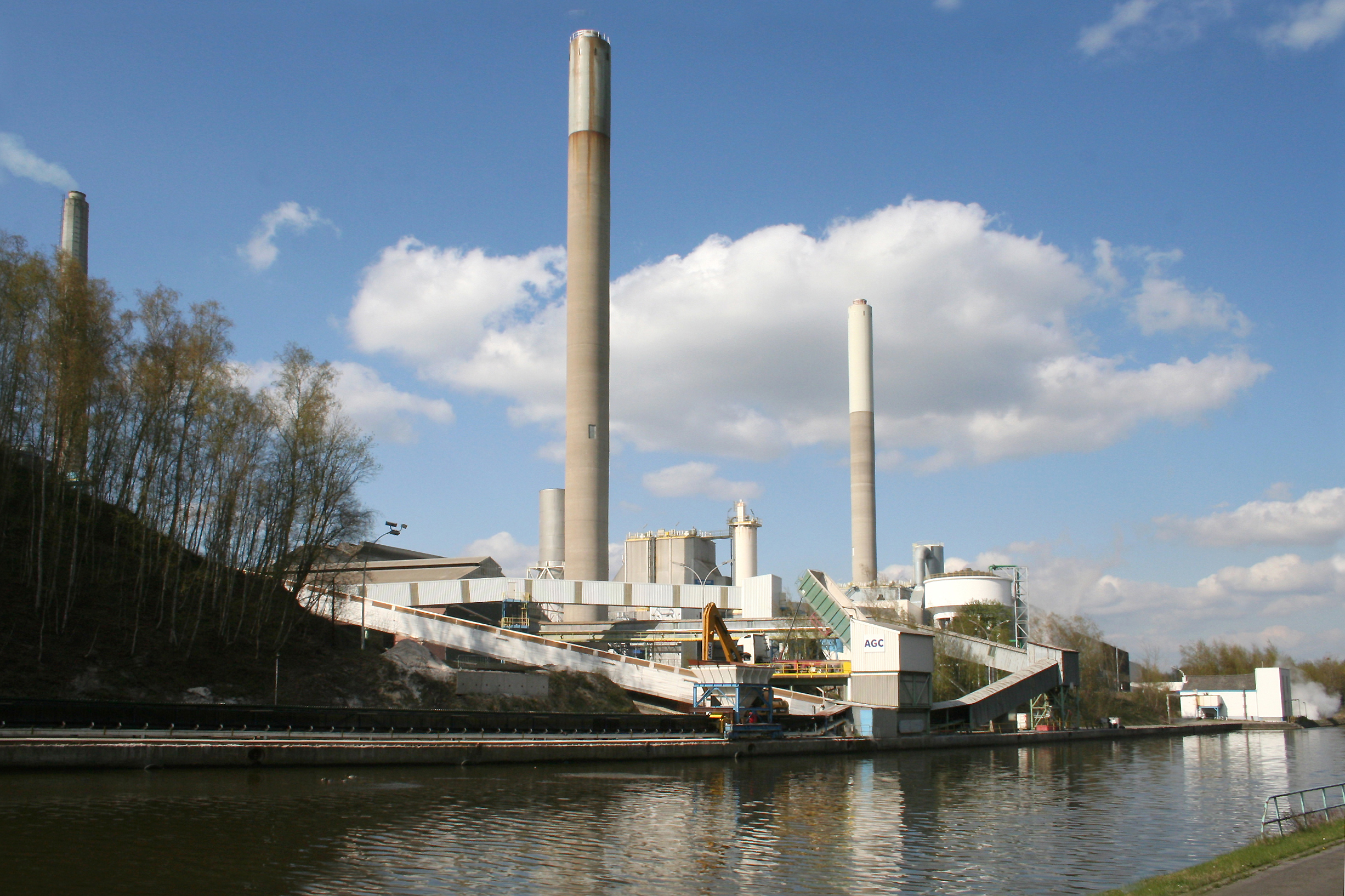
Moustier-sur-Sambre, usines.
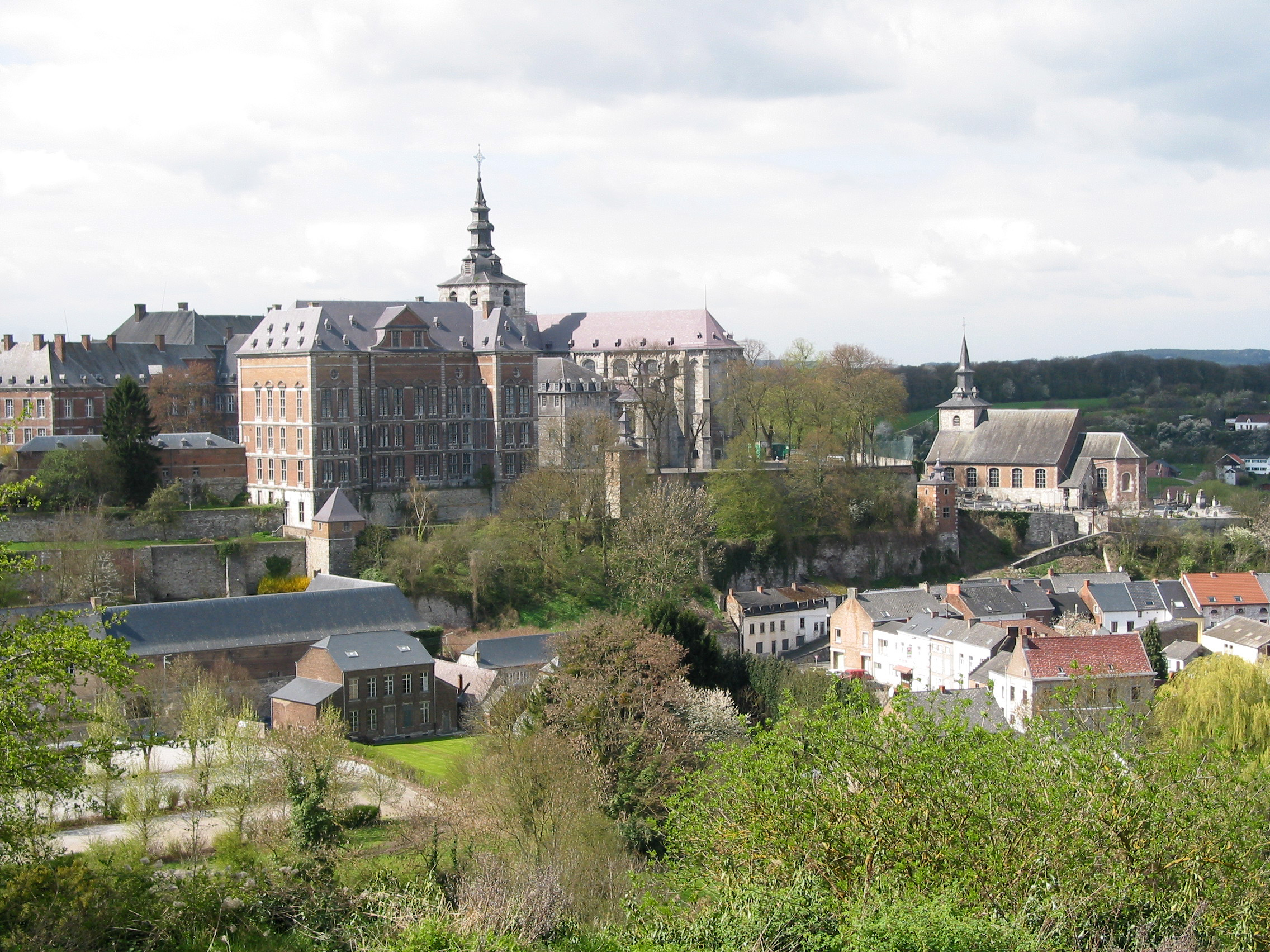
Abbaye de Floreffe.

## Patrimoines et sites.
Quelques lieux patrimoniaux de la Basse-Sambre.
- Tamines, la "Vieille tour", petite maison forte du bas Moyen Âge.
- Tamines, l'église Saint-Martin, construite en 1833.
- Ancien prieuré de Oignies.
- Abbaye de Floreffe.
- Moulin des Golettes à Velaine-sur-Sambre.